# Glauberg (Glauburg)
Glauberg ist ein Ortsteil der Gemeinde Glauburg im Wetteraukreis in Hessen. 

## Geographische Lage
Glauberg liegt in der östlichen Wetterau westlich des Büdinger Waldes und nördlich des Ronneburger Hügellandes an der Einmündung des Bleichenbachs in die Nidder und zu Füßen des Glaubergs, eines 276 Meter hohen basaltischen Bergrückens, der als Ausläufer des Vogelsbergs und Namensgeber des Ortes gilt.
Die Gemarkungsfläche wird für 1961 mit 547 Hektar angegeben, davon 99 Hektar Wald.
Nördlich von Glauberg liegt in etwa einen Kilometer Entfernung mit Stockheim ein weiterer Ortsteil von Glauburg. Daneben wird Glauberg umgeben von den Orten Düdelsheim im Südosten, Enzheim im Süden, Heegheim im Südwesten und Nieder-Mockstadt im Osten.

## Geschichte

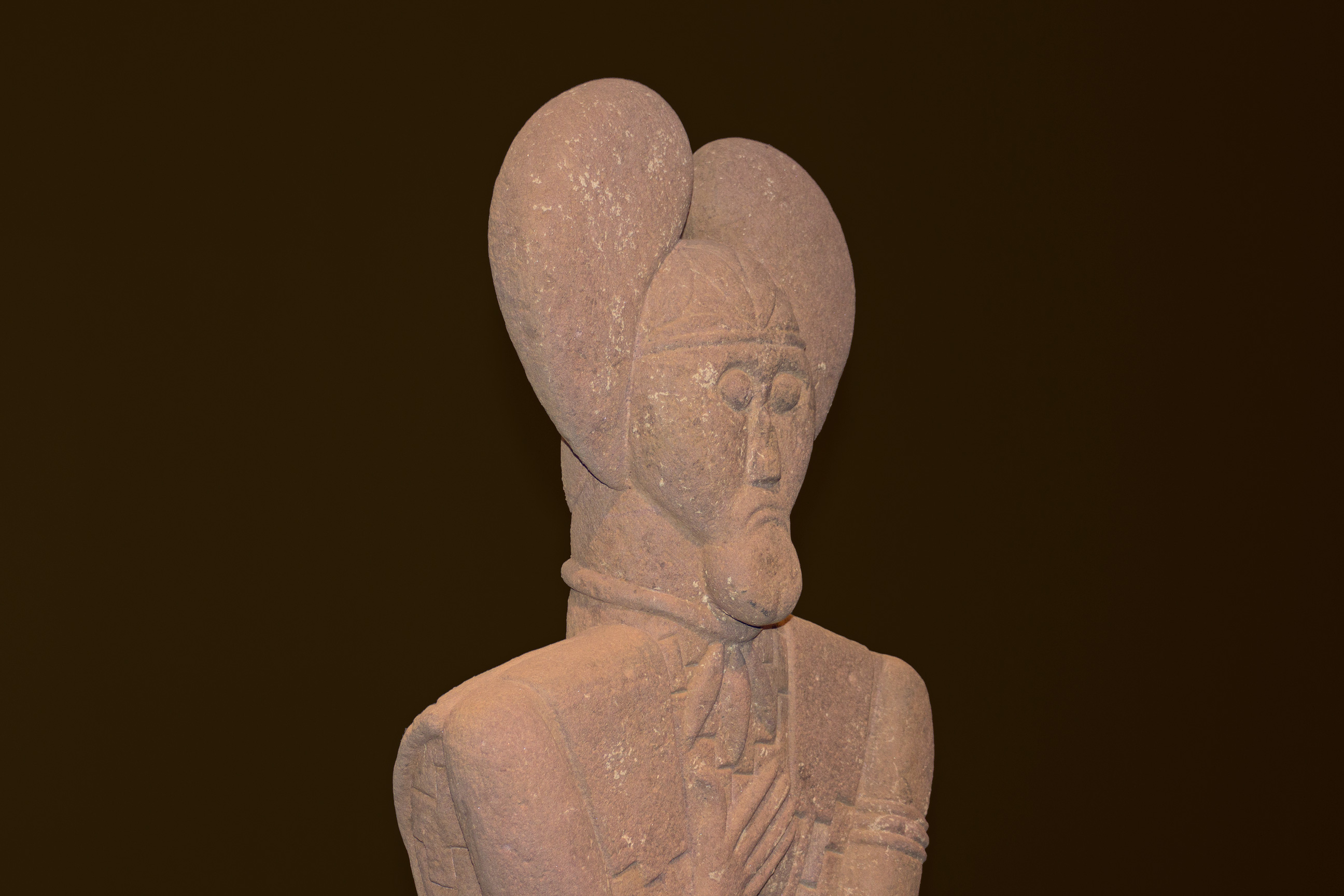
Der „Keltenfürst vom Glauberg“

### Frühgeschichte
Auf dem 800 Meter langen Plateau des Glaubergs sind Reste einer mindestens bis in die keltische Zeit zurückreichenden Festungsanlage mit ausgedehnten Ringwall- und Anschlusswallanlagen sowie Vorwerken zu finden. Ende des 20. Jahrhunderts wurde am Glauberg ein keltisches Fürstengrab entdeckt. Der Sensationsfund sorgte als „Keltenfürst vom Glauberg“ überregional für Schlagzeilen.

### Mittelalter
Der Name des Ortes kann urkundlich bis in die Jahre 750 bis 802 als „Glopurch“ zurückverfolgt werden. Im Codex Laureshamensis III wird die Ortsangabe „in marca Gloubero“ 844–846 erwähnt.
1247 wurde die „Reichsburg Glauberg“ erwähnt. Sie lag auf dem Nordostteil des Plateaus, wurde aber schon in der zweiten Hälfte des 13. Jahrhunderts zerstört.

### Neuzeit
Glauberg gehörte zur Herrschaft Stolberg-Gedern. Dort wurde das Solmser Landrecht von 1571 gewohnheitsrechtlich, aber nur teilweise rezipiert. Das galt insbesondere für die Bereiche Vormundschaftsrecht, Erbleihe und eheliches Güterrecht. Im Übrigen galt das Gemeine Recht. Erst das Bürgerliche Gesetzbuch, das einheitlich im ganzen Deutschen Reich galt, setzte zum 1. Januar 1900 das alte Partikularrecht außer Kraft.
Als die Fürsten zu Stolberg-Gedern 1804 im Mannesstamm ausstarben, kam Glauberg an die gräfliche Hauptlinie Stolberg-Wernigerode, die mit der Verabschiedung der Rheinbundakte ihre Souveränität an die Landgrafschaft Hessen-Darmstadt abtreten musste. Glauberg gehörte im weiteren Verlauf zum Großherzogtum Hessen, ab 1918: Volksstaat Hessen. 1945 wurde es Teil Großhessens, 1946 des Landes Hessen.
Im Zuge der Gebietsreform in Hessen fusionierte die Gemeinde Glauberg mit der Nachbargemeinde Stockheim zum 1. Juli 1971 freiwillig zur neuen Gemeinde Glauburg.
Ortsbezirke nach der Hessischen Gemeindeordnung wurden nicht errichtet.

### Einwohnerentwicklung
Die Einwohnerzahl bewegte sich im 19. Jahrhundert zwischen 510 und 590. Durch die Zuwanderung nach dem Zweiten Weltkrieg schnellte die Zahl im Jahr 1946 auf 1120 Einwohner hoch und stieg bis im Jahr 2003 auf 1357.
| Glauberg: Einwohnerzahlen von 1834 bis 2022 | Glauberg: Einwohnerzahlen von 1834 bis 2022 | Glauberg: Einwohnerzahlen von 1834 bis 2022 | Glauberg: Einwohnerzahlen von 1834 bis 2022 | Glauberg: Einwohnerzahlen von 1834 bis 2022 |
| --- | ------------------------------------------- | ------------------------------------------- | ------------------------------------------- | ------------------------------------------- |
| Jahr |                                             |                                             |                                             | Einwohner                                   |
| 1834 | 1834                                        |                                             | 548                                         | 548                                         |
| 1840 | 1840                                        |                                             | 545                                         | 545                                         |
| 1846 | 1846                                        |                                             | 576                                         | 576                                         |
| 1852 | 1852                                        |                                             | 513                                         | 513                                         |
| 1858 | 1858                                        |                                             | 521                                         | 521                                         |
| 1864 | 1864                                        |                                             | 520                                         | 520                                         |
| 1871 | 1871                                        |                                             | 521                                         | 521                                         |
| 1875 | 1875                                        |                                             | 527                                         | 527                                         |
| 1885 | 1885                                        |                                             | 538                                         | 538                                         |
| 1895 | 1895                                        |                                             | 587                                         | 587                                         |
| 1905 | 1905                                        |                                             | 674                                         | 674                                         |
| 1910 | 1910                                        |                                             | 646                                         | 646                                         |
| 1925 | 1925                                        |                                             | 708                                         | 708                                         |
| 1939 | 1939                                        |                                             | 795                                         | 795                                         |
| 1946 | 1946                                        |                                             | 1.120                                       | 1.120                                       |
| 1950 | 1950                                        |                                             | 1.187                                       | 1.187                                       |
| 1956 | 1956                                        |                                             | 1.094                                       | 1.094                                       |
| 1961 | 1961                                        |                                             | 1.114                                       | 1.114                                       |
| 1967 | 1967                                        |                                             | 1.118                                       | 1.118                                       |
| 1970 | 1970                                        |                                             | 1.130                                       | 1.130                                       |
| 1980 | 1980                                        |                                             | ?                                           | ?                                           |
| 1990 | 1990                                        |                                             | ?                                           | ?                                           |
| 2000 | 2000                                        |                                             | 1.300                                       | 1.300                                       |
| 2005 | 2005                                        |                                             | 1.357                                       | 1.357                                       |
| 2011 | 2011                                        |                                             | 1.272                                       | 1.272                                       |
| 2019 | 2019                                        |                                             | 1.304                                       | 1.304                                       |
| 2022 | 2022                                        |                                             | 1.329                                       | 1.329                                       |
| Datenquelle: Historisches Gemeindeverzeichnis für Hessen: Die Bevölkerung der Gemeinden 1834 bis 1967. Wiesbaden: Hessisches Statistisches Landesamt, 1968. Weitere Quellen: LAGIS; Gemeinde Glauberg:; Zensus 2011; 2022 |                                             |                                             |                                             |                                             |

## Kultur
Am Südanstieg zum Plateau des Glaubergs liegt das Keltenmuseum Keltenwelt am Glauberg.

## Verkehr

### Schiene
In Glauberg liegt der Haltepunkt Glauburg-Glauberg an der Bahnstrecke Bad Vilbel–Glauburg-Stockheim.

### Straße
Die Landesstraße L 3183 führt als Hauptstraße und Enzheimer Straße durch Glauberg. Von ihr zweigt die Kreisstraße K 237 als Heegheimer Straße ab und überquert die Nidderauen mit zwei Brücken über die Nidder und den Mühlbach.